# Rachata Thanaphonmongkhon
Rachata Thanaphonmongkhon (thailändisch รชต ธนภรณ์มงคล, * 2. November 1987) ist ein thailändischer Fußballspieler.

## Karriere
Rachata Thanaphonmongkhon stand bis Ende 2014 beim Pattaya United FC unter Vertrag. Wo er vorher gespielt hat, ist unbekannt. Der Verein aus Pattaya spielte in der zweiten thailändischen Liga, der Thai Premier League Division 1. 2015 wechselte er zum Erstligisten Army United. Mit dem Verein aus der Hauptstadt Bangkok spielte er bis Mitte 2015 in der ersten Liga, der Thai Premier League. Wo er von Mitte 2015 bis Ende 2018 unter Vertrag stand, ist unbekannt. Am 1. Januar 2019 wurde er vom Bangkoker Drittligisten Royal Thai Army FC unter Vertrag genommen. Ende 2019 musste er mit der Army aus der dritten Liga, der Thai League 3, in die vierte Liga absteigen. Mitte 2020 wurde er vom Zweitligisten MOF Customs United FC verpflichtet. Sein erstes Zweitligaspiel für die Customs bestritt er am 16. September 2020 im Auswärtsspiel gegen den Udon Thani FC.